# Daimler Reitwagen
El Daimler Petroleum Reitwagen ("montura automóvil") o Einspur ("vía simple") era un vehículo motorizado diseñado y fabricado por Gottlieb Daimler y Wilhelm Maybach en 1885. Es ampliamente reconocido como la primera motocicleta. Daimler es a menudo llamado "el padre de la motocicleta" por esta invención. Aunque fue precedido por tres vehículos de dos ruedas impulsados por máquinas de vapor (los de Michaux-Perreaux y Roper de 1867–1869 y el de Copeland de 1884) que también se consideran motocicletas, sigue siendo la primera de ellas con un motor de combustión interna alimentado con gasolina, y el precursor de todos los vehículos de tierra, mar y aire en utilizar este tipo de motor que con el paso del tiempo se haría tan abrumadoramente popular.

## ¿La primera motocicleta?

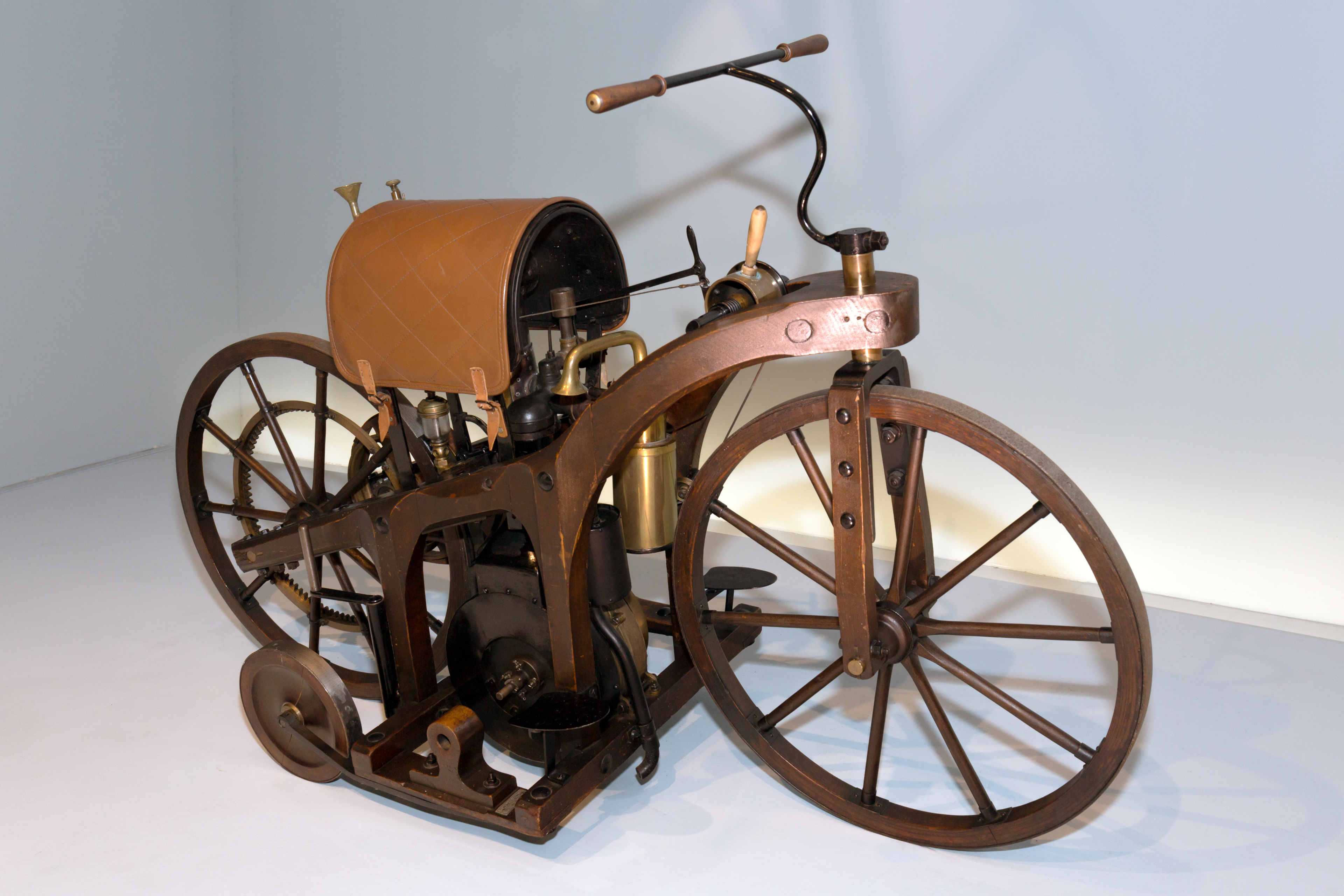
Otra imagen del Reitwagen

La consideración del Reitwagen como la primera motocicleta se basa en que la definición de estos vehículos incluya la utilización de un motor de combustión interna. El Diccionario Oxford utiliza este criterio. Pero incluso con esta definición, el uso de cuatro ruedas  que hacía este vehículo (aunque dos fueran auxiliares), suscita dudas. Si el par de ruedas laterales se aceptan como estabilizadores, la cuestión apunta a un asunto más profundo relativo a la dinámica de la bicicleta y la motocicleta, dado que el prototipo de Daimler necesitó las ruedas estabilizadoras porque todavía no eran bien entendidos los principios geométricos del equilibrio direccional de los vehículos de dos ruedas. Por este y otros motivos, el especialista del motor David Burgess-Wise considera la realización de Daimler-Maybach como "una burda improvisación", afirmando que "como vehículo de dos ruedas, llevaba veinte años de retraso". Sin embargo, el editor técnico de la revista Cycle World, Kevin Cameron, sostiene que el uso del vapor era un callejón sin salida, y que el Reitwagen fue la primera motocicleta porque incorporó un tipo de motor exitoso, señalando que "la historia se fija en las cosas que tienen éxito, no en las que fallan."
El vehículo diseñado por Enrico Bernardi en 1882, un  triciclo dotado con un motor monocilíndrico de gasolina, el Motrice Pia, está considerado por  algunas fuentes como la primera motocicleta con motor de gasolina, y de hecho, el primer vehículo propulsado por un motor de combustión interna. El Motrice Pia no es mencionado en la mayoría de fuentes de referencia. Mientras que existe cierto debate sobre los méritos de los velocípedos de vapor de Michaux-Perreaux o de Roper frente al Reitwagen, no hay ningún debate sobre los méritos del Motrice Pia.

## Desarrollo

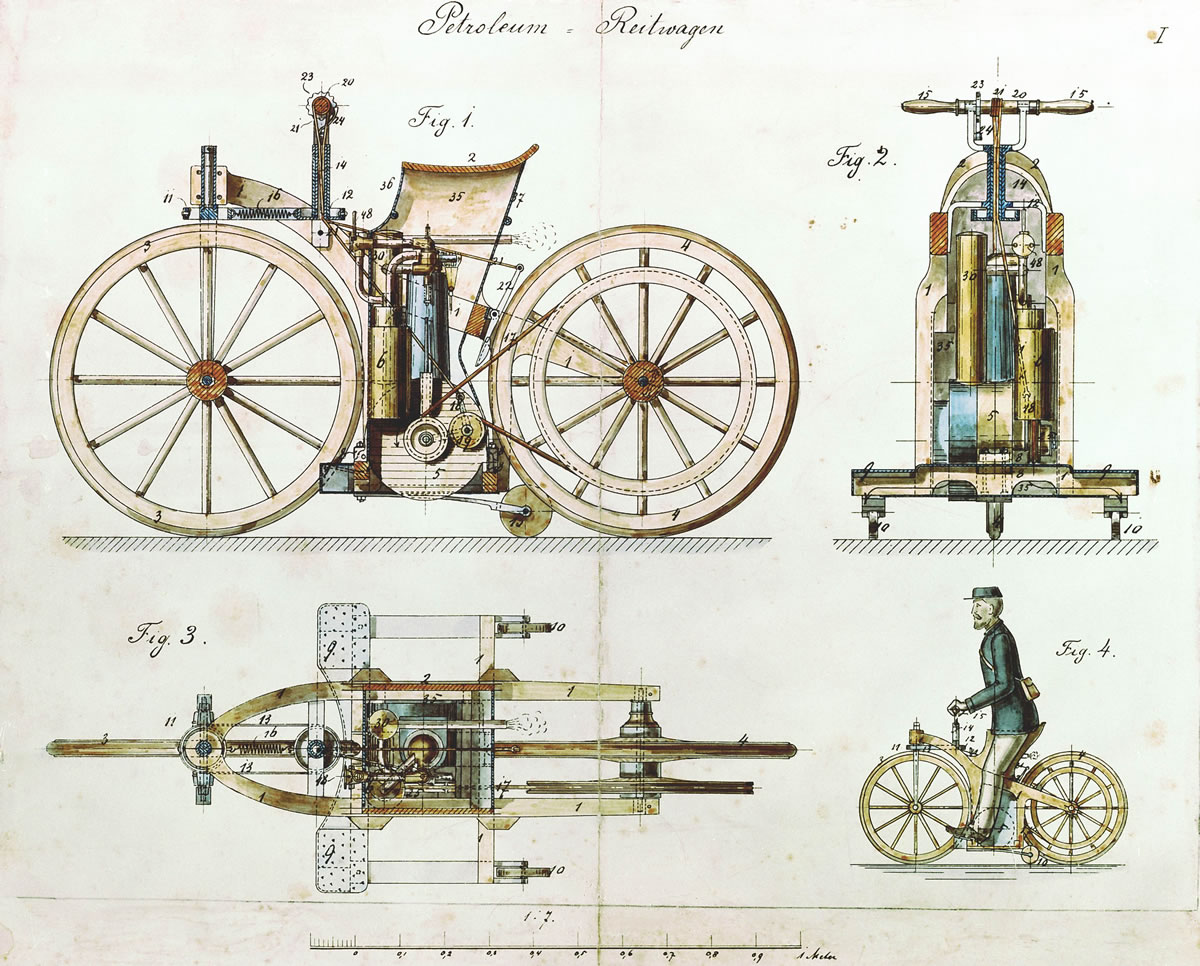
Planos de 1884 del Reitwagen, mostrando la transmisión por correa tensa y un complejo sistema de dirección. El modelo posteriormente desarrollado disponía de un manillar sencillo y utilizaba un mecanismo de piñón y cremallera.

Gottlieb Daimler visitó París en 1861, donde pudo observar el primer motor de combustión interna desarrollado por el ingeniero belga  Etienne Lenoir.  Esta experiencia le sería muy útil posteriormente, cuando se incorporó a la compañía de Nicolaus August Otto, N.A. Otto & Cie (Otto y Compañía).  
En 1872 Gottlieb Daimler había pasado a dirigir N.A. Otto & Cie, el mayor fabricante de motores del mundo.  La compañía de Otto  había creado el primer motor de combustible gaseoso plenamente operativo en 1864, y en 1876 finalmente tuvo éxito al crear un motor de mezcla comprimida de aire y gasolina gracias a la dirección de Daimler y a su ingeniero de planta, Wilhelm Maybach (un antiguo amigo de Daimler). Debido a este éxito,  al año siguiente la compañía de Otto pasó a llamarse Gasmotoren Fabrik Deutz (posteriormente Deutz AG), tomando el nombre de la localidad a la que se trasladó la fábrica.

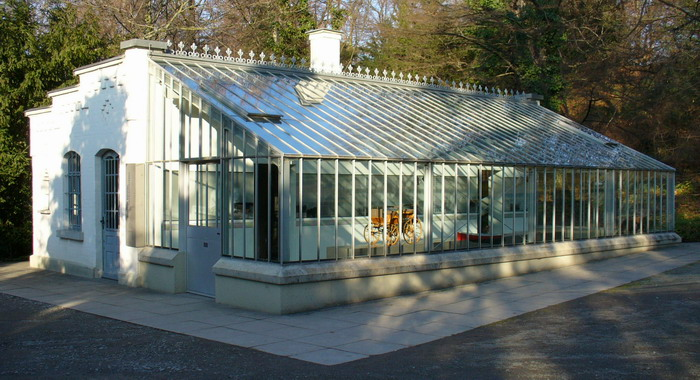
La Casa del Jardín en Cannstatt

Otto no tuvo ningún interés en fabricar motores lo suficientemente pequeños como para ser utilizados para el transporte. Después de alguna disputa sobre la dirección que debía tomar el diseño de los motores, Daimler abandonó Deutz y se llevó a Maybach con él. Ambos se mudaron a la ciudad de Cannstatt, donde  empezaron a trabajar en un "motor de explosión de alta velocidad". Consiguieron su objetivo en 1883 con el desarrollo de su primer motor, un propulsor monocilíndrico horizontal alimentado con nafta de petróleo. Los motores de  Otto no eran capaces de alcanzar velocidades superiores a 150 o 200 rpm, y no estaban diseñados para poder ser acelerados. El propósito de Daimler era construir un motor lo bastante pequeño como para ser montado en una amplia gama de vehículos de transporte, con una velocidad de rotación mínima de 600 rpm. Alcanzaron estos objetivos con su motor de 1883. Al año siguiente, Daimler y Maybach desarrollaron un modelo con un cilindro vertical conocido como Motor del Reloj del Abuelo, con el que consiguieron regímenes de giro de 700 rpm, y al poco tiempo de 900 rpm. Esto fue posible gracias al sistema de ignición por tubo caliente, que había sido desarrollado por un británico apellidado Watson. En aquella época, los sistemas eléctricos eran todavía poco fiables y demasiado lentos para obtener aquellas velocidades.
Logrado su primer objetivo, Daimler y Maybach colocaron en 1884 su motor sobre un vehículo de prueba de dos ruedas, patentado como el "Petroleum Reitwagen" (Montura alimentada por Petróleo). Esta máquina de prueba demostró la viabilidad de un motor alimentado con petróleo líquido que utilizaba una carga de combustible comprimido para impulsar un automóvil. Daimler es a menudo citado como el Padre del Automóvil.
"La primera motocicleta parece un instrumento de tortura", escribió Melissa Holbrook Pierson, describiendo un vehículo que fue creado como un hito intermedio en el recorrido de Daimler hacia su objetivo real, un coche de cuatro ruedas, ganándose el reconocimiento como inventor de la motocicleta "malgré lui," muy a su pesar.

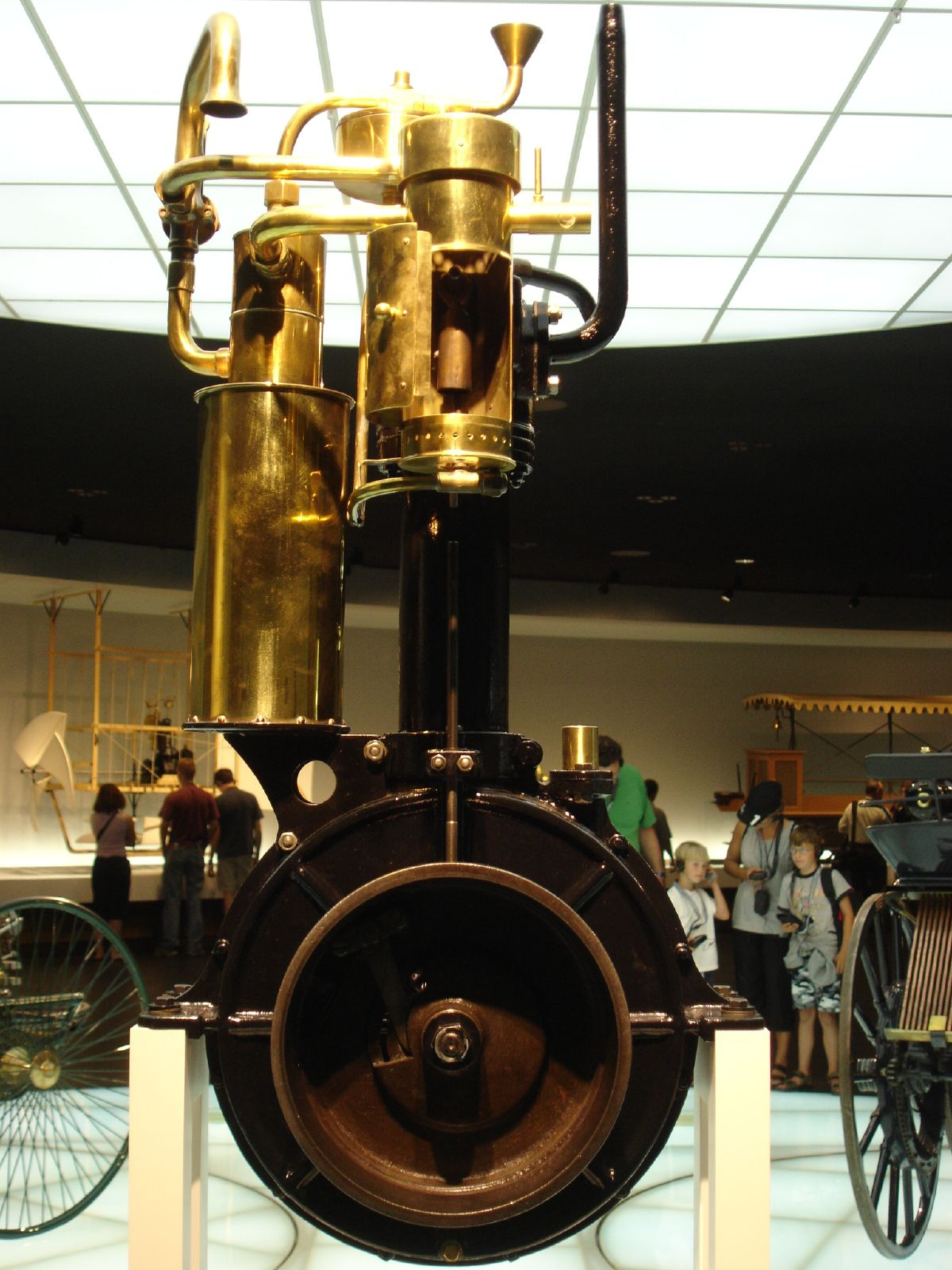
El motor Daimler-Maybach "reloj del abuelo" de 1885

Daimler había fundado un taller experimental en el jardín situado detrás de su casa en Cannstatt, cerca de Stuttgart, en 1882. Junto con su empleado Maybach,  desarrolló un motor monocilíndrico compacto y con alta capacidad de aceleración, patentado el 3 de abril de 1885, denominado "Motor del Reloj del Abuelo." Disponía de un carburador regulable con flotador, válvulas de asiento abiertas por la succión del pistón en el ciclo de admisión, y en vez de un  sistema de ignición eléctrico,  utilizaba un tubo caliente de ignición, un tubo de platino situado en la cámara de combustión, calentado por una llama abierta externa. También podía funcionar con gas de carbón. Utilizaba dos volantes de inercia gemelos, y disponía de un cárter de aluminio.
El paso siguiente de Daimler y de Maybach fue instalar el motor en un bastidor de prueba para probar su viabilidad una vez montado sobre un vehículo. Su objetivo era descubrir lo que el motor podría hacer, y no crear una motocicleta;  sucedió que el prototipo de motor todavía no disponía de la potencia necesaria para desarrollar un medio de transporte plenamente operativo.
El diseño original de 1884 utilizó una correa de transmisión, y empuñaduras de control en el manillar, que aplicaban el freno cuando eran giradas en un sentido, y  hacían tensarse la correa de transmisión, aplicando potencia a la rueda, cuando se giraban en el otro. El velocípedo de Roper de finales de los años 1860 utilizaba un sistema similar de  empuñaduras de control en el manillar. Los planos también mostraban los fustes de conexión de la dirección en ángulo recto con los controles del motor, pero el modelo real utilizaba un manillar sencillo sin empuñaduras o pulsadores de accionamiento del motor.  El diseño se patentó el 29 de agosto de 1885.
El motor monocilíndrico de ciclo Otto de cuatro tiempos cubicaba 264 centímetros cúbicos. Estaba montado sobre bloques de goma, con dos bandas de rodadura de hierro en las ruedas de madera y un par de ruedas laterales auxiliares para mantener el equilibrio. La potencia del motor era de 0.5 caballos (0.37 kW) a 600 rpm, para una velocidad de aproximadamente 11 kilómetros por hora. El hijo de 17 años de Daimler, Paul, lo montó por primera vez el 18 de noviembre de 1885, recorriendo entre 5 y 12 kilómetros, desde Cannstatt a Untertürkheim, Alemania. En aquella excursión, se incendió el asiento del Reitwagen, que tenía el tubo caliente de ignición del motor directamente debajo. En el invierno de 1885–1886, se le incorporó una transmisión de dos etapas,  con una correa primaria y  un segundo plato en la rueda posterior. Ya en 1886, el Reitwagen había servido a su propósito y  fue abandonado a favor del posterior desarrollo de vehículos de cuatro ruedas.

## Réplicas

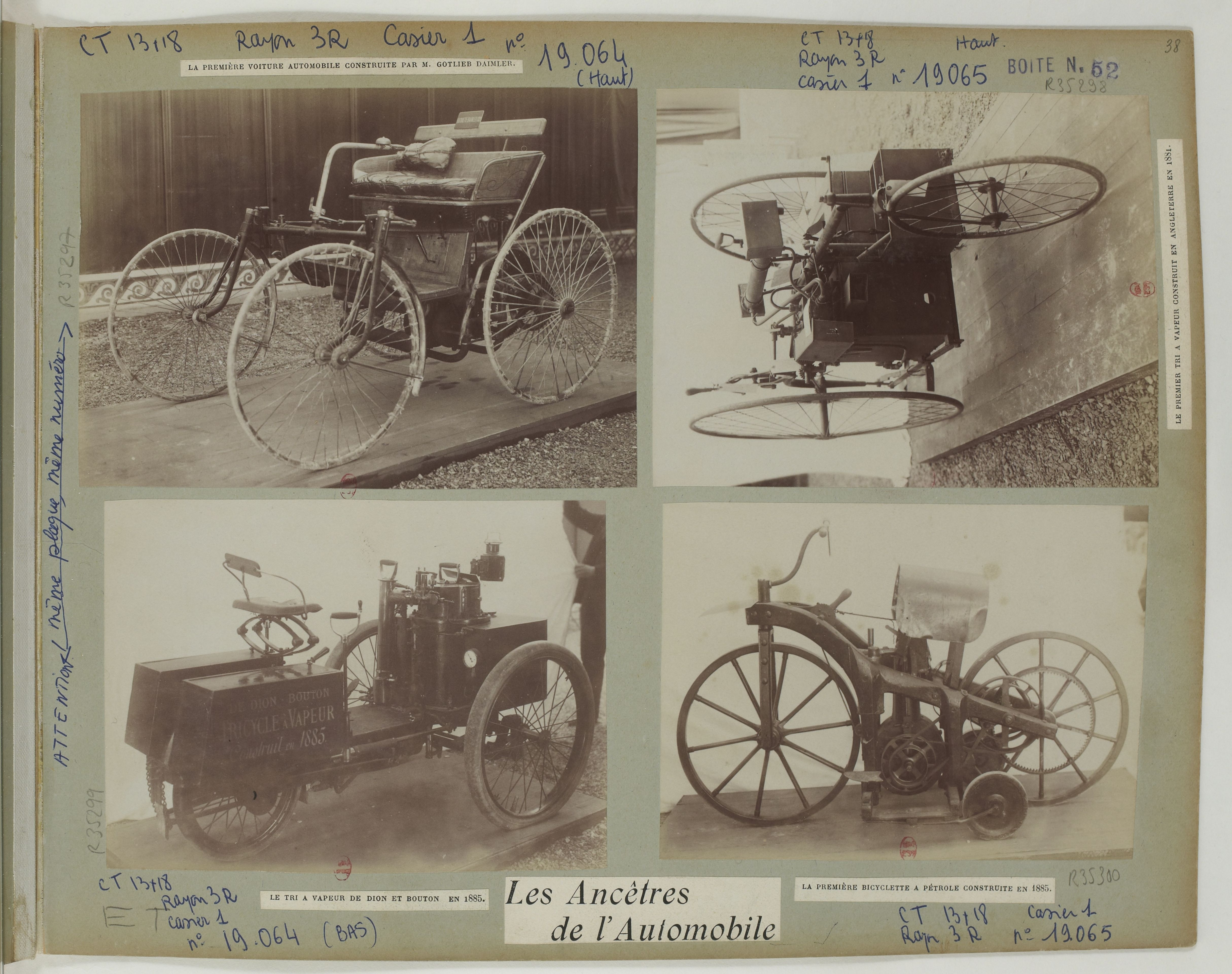
Los ancestros del automóvil. Colección Jules Beau (1899)

El Reitwagen original se quemó en el incendio de Cannstatt, en el que quedó destruida la fábrica de Daimler en 1903, pero existen varias réplicas en las colecciones del Museo Mercedes-Benz en Stuttgart, el Deutsches Museum en Múnich, el Salón de colección Honda en el Circuito de Motegi (Japón), el Salón de la Fama de la Motocicleta de la AMA en Ohio, la Exposición de Motocicletas Deeley en Vancouver (Canadá), y en Melbourne (Australia). El Deutsches Museum prestó su réplica a la Fundación Guggenheim para su muestra en Las Vegas sobre el Arte en las Motocicletas en 2001.
Estas réplicas varían en función de la versión que reproducen. La expuesta en el Salón de la Fama de la AMA es más grande que el original y utiliza el complejo sistema de tensado de la correa y la conexión de la dirección reflejada en los planos de 1884, mientras que la del Deutsches Museum tiene el manillar sencillo y el plato con una segunda marcha en la rueda trasera.